# Untouchable (песня Тупака Шакура)
«Untouchable» — первый сингл и первый по счёту трек с альбома Pac’s Life, записанный совместно с Krayzie Bone, участником группы Bone Thugs-n-Harmony. Официально сингл является ремиксом к «Untouchable», 13-му треку альбома, спродюсированным Sha Money XL. Тупак использовал некоторые строки из этого трека во втором куплете трека «Killuminati», записанного 8 июля 1996 года и вышедшего с другим инструменталом на альбоме Still I Rise; также, в 2001 куплет Тупака вышел на альбоме Supernova рэп-исполнительницы Lisa Lopes.
Оригинальная версия песни записана 10 июня 1996 года, в записи вместе с Тупаком приняли участие Yaki Kadafi, Hussein Fatal и EDI Mean.

## Дорожки
1. «Untouchable» (remix — clean) — 3:54
2. «Untouchable» (remix — dirty) — 3:54